# R@port
R@port – Festiwal Polskich Sztuk Współczesnych – festiwal teatralnych sztuk współczesnych odbywający się co roku w Gdyni. Pierwsza edycja odbyła się w dniach 17-21 maja 2006 roku.

## Nagrodzeni w 2006
I edycja, która odbyła się w dniach 17-21 maja, wyłoniła następujących laureatów:
- Nagroda główna Prezydenta Miasta Gdyni Wojciecha Szczurka - spektakl Made in Poland Przemysława Wojcieszka w reż. autora z Teatru im. Modrzejewskiej w Legnicy
- Wyróżnienie dla przedstawienia Absynt Magdy Fertacz w reż. Aldony Figury z Laboratorium Dramatu w Warszawie
- Wyróżnienie indywidualne dla Macieja Kowalewskiego - autora i reżysera przedstawienia MISS HIV z Klubu Le Madame i Teatru „Polonia” w Warszawie.

## Nagrodzeni w 2007
II edycja, która odbyła się w dniach 16-20 maja, wyłoniła następujących laureatów:
- Nagrodę Główną (10 000 zł) otrzymali twórcy przedstawienia Bóg Niżyński Piotra Tomaszuka w reżyserii autora z Teatru Wierszalin w Supraślu.

Przyznano też dwie równorzędne nagrody po 5 000 zł dla: 
- twórców przedstawienia Osobisty Jezus Przemysława Wojcieszka w reżyserii autora z Teatru im. Modrzejewskiej z Legnicy,
- twórców przedstawienia Bomba Macieja Kowalewskiego w reżyserii autora spektaklu wyprodukowanego przez ATA.INT.LTD Spółka Kowalewski - Nazaruk.

## Nagrodzeni w 2008
III edycja, która odbyła się w dniach 20-25 maja, wyłoniła następujących laureatów:
- Nagroda główna (30 tys.) przyznana została za przedstawienie Żyd Artura Pałygi w reżyserii Roberta Talarczyka z Teatru Polskiego w Bielsku-Białej.

Przyznano również dwie równorzędne nagrody po 10 000 zł dla:
- twórców przedstawienia Wierszalin. Reportaż o końcu świata Włodzimierza Pawluczuka w reżyserii Piotra Tomaszuka z Teatru Wierszalin w Supraślu,
- twórców przedstawienia 1612 Jeleny Greminy, Krzysztofa Kopki, Maksyma Kuroczkina i Jewgienija Kazaczkowa w reżyserii Michaiła Ugarowa, Krzysztofa Kopki i Rusłana Malikowa w wykonaniu teatrów Ad Spectatores pod wezwaniem Calderona z Wrocławia oraz Teatru doc. z Moskwy.

## Nagrodzeni w 2009
Nagrodę Główną Festiwalu otrzymał spektakl WSZYSTKIE RODZAJE ŚMIERCI Artura Pałygi na podstawie SIDDHARTY Hermana Hessego w reżyserii i opracowaniu muzycznym Pawła Passiniego z Teatru Łaźnia Nowa w Krakowie. Zaś dwa równorzędne wyróżnienia: przedstawienie WALIZKA Małgorzaty Sikorskiej-Miszczuk w reżyserii Piotra Kruszczyńskiego z Teatru Polskiego w Poznaniu oraz FOTOGRAFIE na podstawie opowiadań Janusza Andermana w reżyserii Pawła Kamzy z Teatru im. Modrzejewskiej w Legnicy. Dodatkową nagrodę otrzymali twórcy przedstawienia SZAJBA Małgorzaty Sikorskiej-Miszczuk w reżyserii i opracowaniu muzycznym Jana Klaty z Teatru Polskiego we Wrocławiu.
Decyzje Jury i podział nagrody wzbudziły wiele kontrowersji i spowodowały ostateczny zapis o niepodzielności nagrody

## Nagrodzeni w 2010
Po raz pierwszy zwyciężył duet teatralny Paweł Demirski, Monika Strzępka. Główną Nagrodę otrzymało ich przedstawienie pt. NIECH ŻYJE WOJNA!!! z Teatru im. Jerzego Szaniawskiego w Wałbrzychu.

## Nagrodzeni w 2011
Jury postanowiło przyznać Główną Nagrodę Teatrowi IMKA z Warszawy za spektakl GENERAŁ Jarosława Jakubowskiego w reżyserii Aleksandry Popławskiej i Marka Kality.

## Nagrodzeni w 2012
Po raz drugi w historii R@Portu nagrodę główną otrzymują Paweł Demirski i Monika Strzępka za spektakl W IMIĘ JAKUBA S. zrealizowany w Teatrze Dramatycznym miasta stołecznego Warszawy im. Gustawa Holoubka i Teatrze Łaźnia Nowa w Krakowie.

## Nagrodzeni w 2013
Zwycięża DWOJE BIEDNYCH RUMUNÓW, MÓWIĄCYCH PO POLSKU Doroty Masłowskiej w reżyserii Agnieszki Glińskiej z Teatru Studio im. Stanisława Ignacego Witkiewicza w Warszawie.

## Nagrodzeni w 2014
Jury przyznaje Główną Nagrodę twórcom spektaklu CARYCA KATARZYNA w reżyserii Wiktora Rubina z Teatru im. Stefana Żeromskiego w Kielcach.
Przy czym jeden z jurorów, Tomasz Mościcki, zgłasza votum separatum w sprawie przedstawienia CARYCA KATARZYNA motywując: Nawet najbardziej ekstrawagancki światopogląd nie zwalnia twórcy z nadania mu scenicznej formy, a z pewnością wyklucza zadawanie gwałtu odbiorcy.

## Nagrodzeni w 2015
Jury w składzie: Anna Augustynowicz – przewodnicząca, Zbigniew Majchrowski, Mateusz Pakuła jednogłośnie przyznaje Nagrodę Główną Festiwalu twórcom przedstawienia nie-boska komedia. WSZYSTKO POWIEM BOGU! w reżyserii Moniki Strzępki z Narodowego Starego Teatru w Krakowie, uznając, że poprzez doskonałe współbrzmienie tekstu, reżyserii, scenografii, muzyki oraz gry aktorskiej tworzy ono dojmujący obraz współczesności. Jury docenia również przemyślany dobór repertuaru festiwalu, który trafnie oddaje współistnienie różnorodnych światów teatralnych.

## Nagrodzeni w 2016
Jury 11. Festiwalu Polskich Sztuk Współczesnych R@Port w składzie: Piotr Kruszczyński, Zbigniew Majchrowski – przewodniczący, Artur Pałyga jednogłośnie postanowiło przyznać Nagrodę Główną Festiwalu w wysokości 50.000 zł przedstawieniu Agaty Dudy-Gracz „Kumernis, czyli o tym jak świętej panience broda rosła” z Teatru Muzycznego im. Danuty Baduszkowej w Gdyni.

## Nagrodzeni w 2017
Jury 12. Festiwalu Polskich Sztuk Współczesnych R@Port w składzie: Dorota Masłowska – przewodnicząca, Remigiusz Brzyk, Zbigniew Majchrowski postanowiło przyznać Nagrodę Główną Festiwalu, w wysokości 50 tysięcy złotych, przedstawieniu „Żony stanu, dziwki rewolucji, a może i uczone białogłowy” Jolanty Janiczak w reżyserii Wiktora Rubina z Teatru Polskiego w Bydgoszczy.

## Nagrodzeni w 2018
Jury 13. Festiwalu Polskich Sztuk Współczesnych R@Port w składzie: Iwona Kempa – przewodnicząca, Zbigniew Majchrowski, Radosław Paczocha postanowiło przyznać Nagrodę Główną Festiwalu, w wysokości 50 tysięcy złotych, przedstawieniu „Puppenhaus” Magdy Fertacz w reżyserii Jędrzeja Piaskowskiego z TR Warszawa.